# Teppanyaki
Teppanyaki (鉄板焼き) er japanske retter, der tilberedes på en stålplade (鉄板, teppan) direkte ved bordet.
Teppan findes i dertil indrettede restauranter, hvor det er integreret i diske i tilberedningsområdet eller anbragt ved gæsternes borde. I mange japanske hjem finder man også en transportabel kogeplade.
Typiske teppanyaki-retter er okonomiyaki (inkl. Hiroshima-yaki og modanyaki), monjayaki og yakisoba.